# ロレンツォ・センプル・ジュニア
ロレンツォ・センプル・ジュニア（Lorenzo Semple, Jr., 本名：Lorenzo Elliott Semple III、1923年3月27日 - 2014年3月28日）は、アメリカ合衆国の脚本家。ニューヨーク州ニューロシェル出身。

## 来歴
『バークにまかせろ』や『怪鳥人間バットマン』、『グリーン・ホーネット』などのテレビドラマの脚本を執筆した後、映画の脚本を手がける。1968年、『かわいい毒草』で第34回ニューヨーク映画批評家協会賞脚本賞を受賞した。
2014年3月28日、91歳の誕生日の翌日に死去した。

## 主な作品
- バットマン Batman: The Movie (1966)
- 空から赤いバラ Fathom (1967)
- かわいい毒草 Pretty Poison (1968)
- 実験結婚 The Marriage of a Young Stockbroker (1971)
- パピヨン Papillon (1973)
- スーパーコップス The Super Cops (1974)
- パララックス・ビュー The Parallax View (1974)
- 新・動く標的 The Drowning Pool (1975)
- コンドル Three Days of the Condor (1975)
- キングコング King Kong (1976)
- ハリケーン Hurricane (1979)
- フラッシュ・ゴードン Flash Gordon (1980)
- ネバーセイ・ネバーアゲイン Never Say Never Again (1983)
- シーナ Sheena (1984)
- ネバー・トゥー・ヤング Never Too Young to Die (1986)